# باب إلى باب

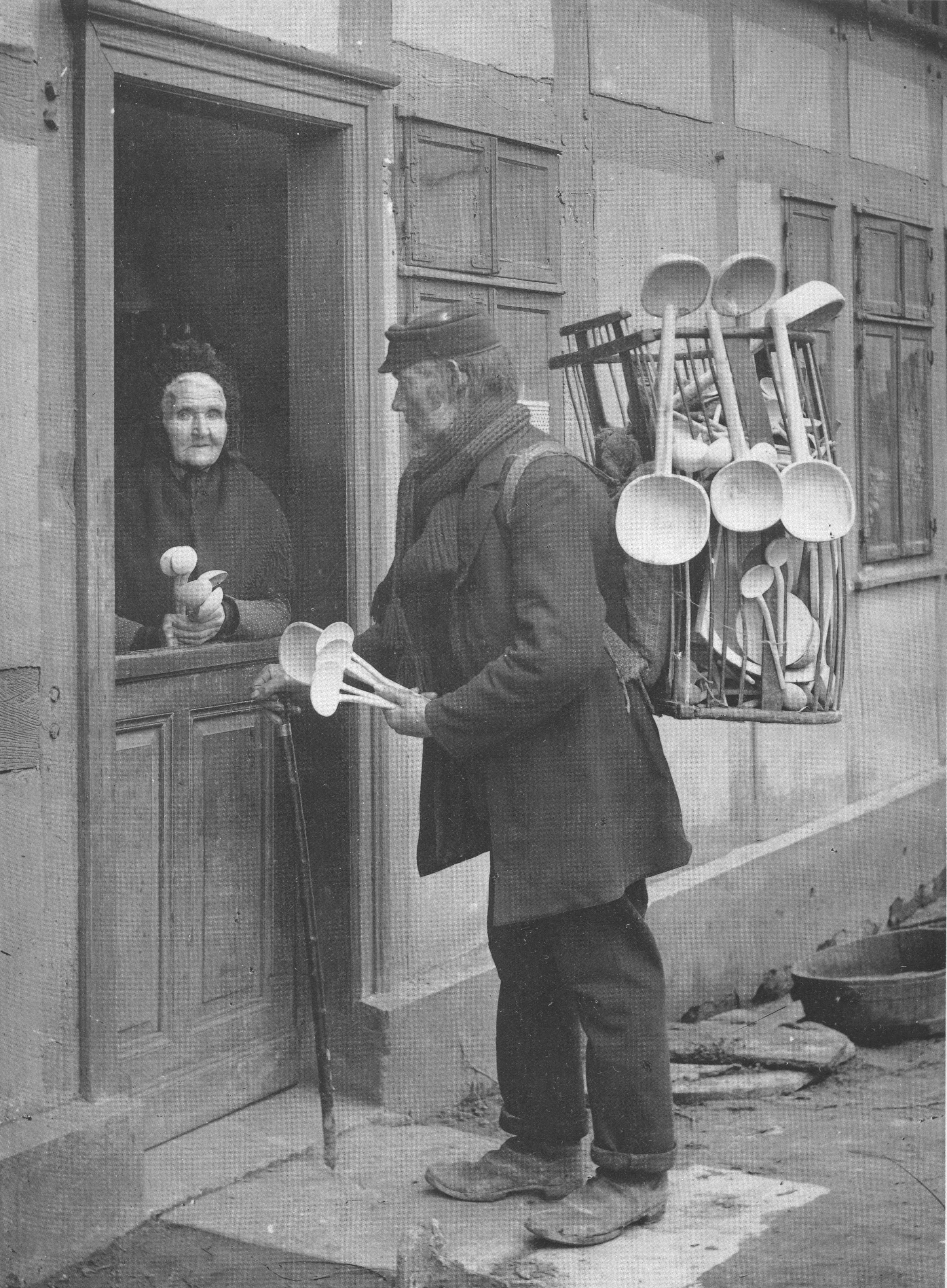
بائع سلع خشبية في رادن في ألمانيا سنة 1905. الصورة للمصور غوتليب شيفر.

من الباب إلى الباب (بالإنجليزية: Door to Door)‏ هي تكنولوجيا المبيعات حيث يقوم البائع بالتنقل من باب منزل إلى باب منزل آخر محاولاً أن يبيع منتج أو يُقدم خدمة لعموم الناس. الناس الذين يستخدمون هذه الطريقة في البيع غالباً نسميهم مندوبين مبيعات أو الاسم القديم الطبال «ليحشد» التجارة. والبديل لهذا يشتمل على أولاً الدعوة الباردة عندما يقوم مندوب آخر ممثل عن مندوب المبيعات بمحاولة الحصول على الموافقة من الزبون حتى يزوره مندوب المبيعات.

## النموذج
تاريخياً البضاعة المباعة بأسلوب الباب إلى الباب ستكون بنفس التنوع الذي قد نشتريه من محلات الخصم الكبير. المنتجات التي تحقق أكبر الإيرادات في عملية البيع المباشر تشمل مواد التنظيف، أدوات التنظيف، التطبيقات، اشتراكات المجلات ومنتجات تطوير المنازل.
التفرع الأكبر من هؤلاء سيكون منتجات أو خدمات تحسين المساجد حيث الأنواع ستكون جديده أو إصلاح الاسقف والجدران واستبدال النوافذ وحجارة الديكور.اعتباراً من 2008 تغير نموذج عمل العديد من الشركات المشاركة في هذا النوع من التسوق المباشر مع النمو في عصر المعلومات.المنتجات التي تباع من الباب إلى الباب الآن أكثر من المرجح ان تكون أكثر دقه في الطبيعة مثل مجموعة من القسائم للمناسبات أو الأعمال المحلية، تذاكر الموسم للفرق الرياضية المحلية المحترفة (كل من هؤلاء معروف في الصناعة ب«شهادة أو شهادة المبيعات» أو اشتراكات خدمة التليفزيون المنزلية أو خدمات الإنترنت الواسعة. شركات الاتصالات مثل فيرزون للاتصالات (FIOS) كوم كاست (كابل التليفزيون والإنترنت) و(AT&T (U-verse كل العقود مع مختلف شركات التسويق تهدف إلى تحقيق مبيعات في كل أنحاء البلد على المستوى السكني. بينما النموذج القديم لمندوب المبيعات الذي يحمل حقيبة ممتلئة بالبضائع على ظهره ليبيعها للناس مازالت حاضره إلا إنها قد تناقصت في السنوات الأخيرة.

## الحظر والتنظيم
في الولايات المتحدة حاولت بعض المجتمعات تجريم هذا الشكل من البيع عن طريق تمرير ما يعرف بمرسوم النهر الأخضر الذي يمنع كل أشكال البيع من الباب إلى الباب. عام 1933 ناشدت محكمة الولايات المتحدة للإستئناف في الجولة العاشرة رفع مثل هذا القانون الساري المفعول. لكن في عام 1976 اصدرت محكمة سوبريم أول تعديل للغة التجارية، وفي عام 1980 فصاعداً وضعت أربع محاور بشاْن تنظيم البيع من الباب إلى الباب، وهي:
1. البضاعة ذاتها لا يجب أن تُعتبر من الاشياء التي في حد ذاتها غير قانونية، ويجب أن يكون صادقاً حتى يقع تحت حماية التعديل الأول.[2][3]
2. وجود فائدة حكومية مؤكدة هو شيء أساسي.
3. التنظيم مباشرةً يُحسن من النقطة الثانية.
4. إذا كان التنظيم ضروري لخدمة هذه الفائدة (العلامات التي توضح «عدم اللمس» وكذلك قوانين التعدي على الممتلكات المطبق بالفعل غير كافية).

إذا كان النظام يلبى هذه المعايير فهو على الأرجح قانوني.

## الشحن من الباب إلى الباب
مصطلح (الشحن من الباب إلى الباب) ماهو إلا مصطلح مشابه لكن لا علاقة له بموضوعنا حيث تقدم هذه الخدمة العديد من شركات الشحن الدولية. السعر المدفوع لهذه الخدمة يشمل كل تكاليف الشحن والمناولة والاستيراد والجمارك مما يجعله الخيار السهل للعملاء للنقل من منطقة لأخرى. هذا مقارنةً بالشحن التقليدي الذي يشتمل سعره فقط على المبلغ المدفوع لشركة الشحن لنقل البضائع من مكان لآخر.بينما الرسوم الجمركيةو ضرائب الاستيراد وباقي التكاليف يمكن أن تسهم إلى حد كبير في السعر الأساسي قبل أن تصل البضائع حتى.

## باب إلى بويبات
في ايرلندا توزيع الحقائب والبطاقات بواسطة الجمعيات الخيرية التي تجمع الملابس وأغراض آخرى أصبح واسع الانتشار. وأصبح الناس الموزعين لهذه المواد معروفين باسم باب إلى بويبات.

## العمل الديني
شهداء جيهوفا ومورمونز معروفون بالدعوة إلى عملية البيع عن طريق باب إلى باب.